# Dürrweitzschen (Grimma)
Dürrweitzschen ist ein Dorf im Landkreis Leipzig in Sachsen. Politisch gehört der Ort seit 2011 zu Grimma. Er liegt an der Staatsstraße S 36 zwischen Ragewitz und Zschoppach.

## Geschichte
Urkundlich wurde Dürrweitzschen 1342 das erste Mal als „Wizcen“ genannt. Weitere Nennungen waren:
- 1367: Wytschen
- 1406: Wytschen
- 1495: Weitzschen
- 1529: Dorre Weitschen
- 1791: Dürr Waizschen
- 1875: Dürrweitzschen

Am 1. Januar 1967 wurde Motterwitz nach Dürrweitzschen eingemeindet. Am 1. März 1994 schlossen sich die damals selbstständigen Gemeinden Böhlen, Dürrweitzschen, Leipnitz, Ragewitz und Zschoppach zur Gemeinde Thümmlitzwalde zusammen. Diese wiederum wurde am 1. Januar 2011 in die Stadt Grimma eingemeindet, womit Dürrweitzschen seither ein Gemeindeteil von dieser ist.

### Entwicklung der Einwohnerzahl
| Jahr    | Einwohnerzahl                            |
| ------- | ---------------------------------------- |
| 1548/51 | 16 besessene Mann, 30 Inwohner, 27 Hufen |
| 1764    | 16 besessene Mann, 2 Häusler, 25 Hufen   |
| 1834    | 191                                      |
| 1871    | 237                                      |

| Jahr | Einwohnerzahl |
| ---- | ------------- |
| 1890 | 229           |
| 1910 | 217           |
| 1925 | 226           |
| 1939 | 336           |

| Jahr   | Einwohnerzahl |
| ------ | ------------- |
| 1946   | 334           |
| 1950   | 347           |
| 1964   | 232           |
| 1990 1 | 1.012         |

## Sehenswürdigkeiten
- die Kirche des Ortes wurde in den Jahren 1839 bis 1840 im Rundbogenstil des 19. Jahrhunderts errichtet und 1842 wurde von Carl Gottlob Häcker eine Orgel eingebaut

## Persönlichkeiten
- Fritz Polster (1891–1971), Konzertsänger und Gesangspädagoge